# Vol Malaysia Airlines 17
Le vol Malaysia Airlines 17 (code AITA : MH17) opéré le 17 juillet 2014 par un Boeing 777-200ER reliant Amsterdam à Kuala Lumpur se désintègre en vol au-dessus de la région de Donetsk, dans le Donbass (est de l'Ukraine), alors occupée par des séparatistes prorusses.
Le crash, provoqué par un missile tiré depuis le territoire séparatiste, ne laisse aucun survivant parmi les 283 passagers et 15 membres de l'équipage de l'avion. L'armée ukrainienne et les séparatistes prorusses, opposés lors de cette guerre du Donbass, s'accusent mutuellement d'avoir abattu l'appareil.
En juillet 2015, une résolution de la Malaisie propose que le Conseil de sécurité des Nations unies établisse un tribunal international, la majorité des votes du Conseil de sécurité est obtenue, mais la Russie y oppose son veto de membre permanent,,.
Le 28 septembre 2016, le parquet néerlandais présente les conclusions préliminaires de son enquête, selon lesquelles un missile Bouk — acheminé, ainsi que la plate-forme de tir, depuis la Russie — a été tiré depuis la partie du territoire ukrainien contrôlée par les séparatistes prorusses. Le 24 mai 2018, les enquêteurs internationaux parviennent à la même conclusion, et précisent que le missile Bouk ayant abattu le vol MH17 provenait de la 53e brigade de missiles antiaérienne de l'armée de terre russe,,. En juin 2018, Mark Rutte, le Premier ministre néerlandais, affirme que la Russie fait obstruction à la recherche de la vérité.
Le 19 juin 2019, la Joint Investigation Team (JIT), qui enquête sur l'écrasement et les responsabilités, communique les noms de quatre suspects, dont trois de nationalité russe et un commandant ukrainien des forces séparatistes prorusses, considérés comme responsables de l’acheminement du missile Bouk sur le lieu de tir. Les quatre inculpés sont recherchés aux termes d'un mandat d'arrêt international. Le procès (ru) s'ouvre le 9 mars 2020 et voit trois des quatre accusés être condamnés par contumace à la prison à perpétuité le 17 novembre 2022,.
Le 14 mars 2022, les Pays-Bas et l'Australie portent plainte auprès de l'Organisation de l'aviation civile internationale (OACI) afin d'exiger que la Russie les indemnise. D'après eux, la convention de Chicago a été violée « par l'utilisation illégale d'une arme contre un avion civil ». En 2025, l'OACI puis la CEDH reconnaissent la responsabilité russe dans le crash.

## Déroulement
- Trajet de l'avion
- Zone de lancement du missile selon les États-Unis[16]
- Zone sous contrôle séparatiste selon l'Ukraine

Routes des Malaysia Airlines Flight 17 (MH17) et Singapore Airlines Flight 351 (SQ351), y compris restrictions d'espaces aériens

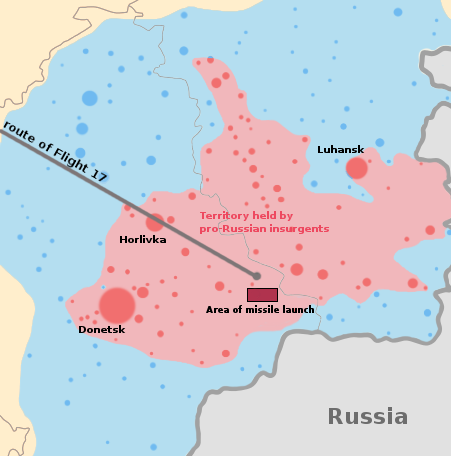
Situation militaire au moment de l'accident. Les points représentent la population, les plus gros étant les plus grandes villes.
Zone de lancement du missile selon les États-Unis
Zone sous contrôle séparatiste selon l'Ukraine

L'avion décolle de l'aéroport d'Amsterdam-Schiphol, le 17 juillet 2014 à 12 h 31 locale (10 h 31 UTC). Son arrivée est prévue le lendemain pour 6 h 9 locales (UTC+8:00) (soit 22 h 9 UTC le même jour) à l'aéroport international de Kuala Lumpur.
Le trajet du vol MH17 le 17 juillet diffère de ceux empruntés les jours précédents qui visaient à éviter le survol des zones de conflit : l'avion, en empruntant un couloir aérien plus au nord, et ce pour une raison que l'enquête n'a pas encore mise au jour, survole la zone où s'affrontent les combattants de la république populaire de Donetsk (RPD) et l'armée ukrainienne (ZSU).
La compagnie Malaysia Airlines, affréteur principal du vol, précise dans un communiqué publié sur les réseaux sociaux avoir perdu le contact à 16 h 15 (heure locale d'Ukraine) (13 h 15 UTC), alors que l'avion survolait l'est de l'Ukraine, à approximativement 50 kilomètres de la frontière avec la Russie.
« Romeo November Delta, Malaysian one seven » (c'est-à-dire : « bien reçu contrôle aérien de Rostov-sur-le-Don, du vol Malaysia Airlines 17 ») est la dernière communication de l'appareil avec les contrôleurs aériens à 13 h 19 min 56 s GMT.
Le site Flightradar24 signale qu'un Boeing 777 appartenant à la compagnie Singapore Airlines et un Boeing 787 d'Air India se trouvaient à seulement 25 kilomètres de l'endroit où l'avion a disparu des radars ukrainiens alors que le rapport d'enquête final néerlandais indique que l’appareil le plus proche se trouvait à 33 kilomètres.
L'avion s'écrase à côté du village de Hrabove (à l'est de la région de Donetsk), proche de la frontière séparant les deux oblasts de Donetsk et de Louhansk, près de la ville de Chakhtarsk. Des photographies du site de l'accident montrent le fuselage disloqué, des morceaux de moteurs, des dizaines de corps carbonisés et des passeports,. Des débris de l’avion sont retrouvés dans une zone de plusieurs kilomètres autour du village et des dizaines de corps sont tombés dans les champs et sur des toits. Le fait que les débris se soient dispersés sur une telle surface suggère que l'avion s'est disloqué à haute altitude.
Il s'agit de la seconde catastrophe en 2014 pour la compagnie malaisienne, quatre mois après la disparition du vol 370 le 8 mars qui transportait à son bord 239 personnes.

Carte du trajet de l'avion.
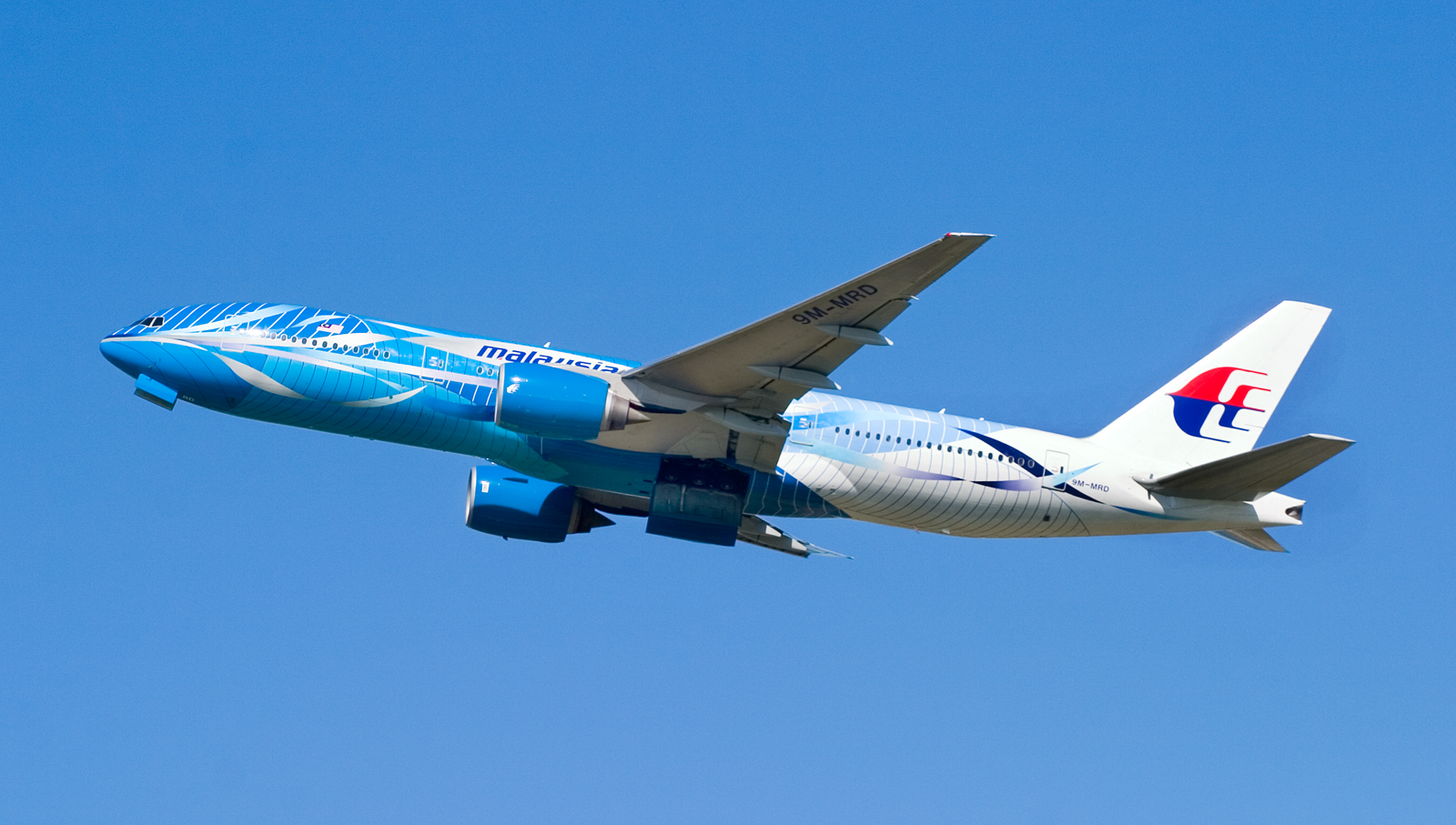
Le Boeing 777-200ER impliqué dans l'accident, vu dans les couleurs différentes de Malaysia Airlines.

## Caractéristiques de l'avion
Le vol MH17 est assuré par un Boeing 777-200ER (plus précisément désigné sous l'appellation 777-2H6/ER) motorisé par deux réacteurs Rolls-Royce Trent 892. C'est un avion de ligne gros porteur, il est immatriculé 9M-MRD et son numéro de série est 28411/84. L'appareil effectue son premier vol le 17 juillet 1997 et est livré à Malaysia Airlines le 29 juillet 1997. Au moment de l'accident, il totalise 11 434 cycles pour 76 322 heures de vol..

## Victimes
| Victimes par nationalité et par nombre de victimes | Victimes par nationalité et par nombre de victimes | Victimes par nationalité et par nombre de victimes |
| Pays d'origine                                     | Passagers                                          | Équipage                                           |
| -------------------------------------------------- | -------------------------------------------------- | -------------------------------------------------- |
| Pays-Bas                                           | 193                                                | -                                                  |
| Malaisie                                           | 28                                                 | 15                                                 |
| Australie                                          | 27                                                 | -                                                  |
| Indonésie                                          | 12                                                 | -                                                  |
| Royaume-Uni                                        | 10                                                 | -                                                  |
| Allemagne                                          | 4                                                  | -                                                  |
| Belgique                                           | 4                                                  | -                                                  |
| Philippines                                        | 3                                                  | -                                                  |
| Canada                                             | 1                                                  | -                                                  |
| Nouvelle-Zélande                                   | 1                                                  | -                                                  |
| Total à bord                                       | 283                                                | 15                                                 |

L'avion transporte 283 passagers, dont 80 enfants, accompagnés de 15 membres d'équipage.
Plus des deux tiers des passagers sont néerlandais, 28 passagers sont malaisiens, 27 sont australiens et les autres sont de diverses nationalités. Les 298 personnes à bord périssent lors de la catastrophe, et c'est le 19 juillet que Malaysia Airlines annonce officiellement leurs nationalités. La compagnie a préalablement déclaré la présence de 295 personnes à bord, omettant de prendre en compte les trois bébés.
L'appareil est piloté par les commandants Wan Amran Wan Hussin et Eugene Choo Jin Leong ainsi que deux copilotes, Ahmad Hakimi Hanapi et Muhd Firdaus Abdul Rahim. Parmi les passagers se trouvent des experts de la lutte contre le sida qui se rendent à la XXe Conférence internationale sur le Sida à Melbourne, notamment Joep Lange, chercheur néerlandais spécialisé dans le traitement du VIH. Sont également à bord le sénateur travailliste néerlandais Willem Witteveen (en), l'écrivain australien Liam Davison, l'actrice malaisienne Shuba Jaya (en) et le DJ et producteur néerlandais Darryl Dwight Gunawan, proche de Martin Garrix.
Avec un lourd bilan de 298 morts, le vol 17 de la Malaysia Airlines est la cinquième catastrophe aérienne la plus meurtrière de l’histoire de l'aviation impliquant un seul avion, la plus grave pour un Boeing 777, la plus grave survenue en Ukraine et la plus grave pour cette compagnie aérienne. Le nombre de victimes représente aussi 9 % des 3 350 civils morts entre le début de la guerre du Donbass et 2020.

## Survol du Donbass

### Manquement de sécurité
Selon l'Organisation de l'aviation civile internationale (OACI), une agence de l'Organisation des Nations unies (ONU), le Donbass est alors une zone présentant de sérieux risques, mais l'organisation n'impose pas de restrictions. L'OACI ne peut en effet faire que des recommandations et, depuis la convention de Chicago, c'est aux États qu'incombe la responsabilité de leurs espaces aériens, donc d'interdire le survol de tout ou partie de leur territoire et d'informer l’OACI sur les risques. Le 1er juillet 2014, l’Ukraine déconseille le survol de son territoire à moins de 8 500 mètres (28 000 pieds), avant de relever cette altitude à 9 800 mètres (32 000 pieds) le 14 juillet 2014. Malgré ces alertes, le Premier ministre malaisien Najib Razak déclare après l'écrasement : « l'association internationale du transport aérien [(AITA)] a indiqué que l'espace traversé par l'appareil n'était sujet à aucune restriction ».
Eurocontrol estime qu'environ 300 vols passaient quotidiennement par le même chemin que ce vol MH17 avant la catastrophe.
Le 13 octobre 2015, Tjibbe Joustra, directeur du Bureau d'enquête néerlandais pour la sécurité (Onderzoeksraad Voor Veiligheid, OVV) déclare dans le rapport final : « Nous avons conclu qu'il y avait suffisamment de raisons, pour les autorités ukrainiennes, de fermer par précaution l'espace aérien au-dessus de la partie est du pays ».

#### Dans le reste du monde
L'administration de l'aviation américaine - Federal Aviation Administration (FAA) - avant l'écrasement, avait prévenu ses pilotes des risques que présente cette région,.
Plusieurs compagnies internationales n'avaient pas pris de mesures concernant cette zone du Donbass. Certaines avaient décidé de ne plus survoler la Crimée depuis l'entrée de soldats russes sur ce territoire ukrainien le 28 février 2014.
Le 26 avril 2015, des médias allemands révèlent qu'un câble diplomatique du ministère allemand des Affaires étrangères a mis en garde son gouvernement sur les dangers du survol du Donbass bien avant l'écrasement de la Malaysia Airlines, mais n’en a pas informé les compagnies aériennes allemandes,. Or, comme le rappelle le quotidien Süddeutsche Zeitung, concernant l'Allemagne : « Normalement, les compagnies aériennes doivent être informées immédiatement en cas de changement de la situation en matière de sécurité [...] Or, cela n'a été le cas qu'après le crash du MH17 ».

### Une trajectoire déviée
Selon le site FlightAware, c’était la première fois depuis deux semaines que l'appareil assurant le vol MH 17 empruntait un itinéraire aussi décalé vers le nord. Au total, un quart des compagnies préférait éviter cette voie depuis quelque temps, mais les trois quarts la privilégiaient pour des raisons de distance, donc d'économies. Les onze jours précédents, le vol Amsterdam-Kuala Lumpur avait emprunté un couloir aérien situé plus au sud, puis le MH17 a emprunté à nouveau cet itinéraire le jour de l'accident, pour une raison restée inconnue.
Des pilotes d'Air India ont entendu un contrôleur aérien dire au vol MH17 de suivre « une route directe », c'est-à-dire un raccourci permettant à un appareil de voler en ligne droite sans suivre l'itinéraire établi avec points de passage obligés, ce qui fait économiser du carburant et du temps.
Le général Andreï Kartapolov de l'état-major russe souligne qu'« après Donetsk, l'avion malaisien a changé de cap, et s'est décalé de son corridor de 14 km vers la gauche. Il a ensuite tenté d'y revenir mais n'a pas pu mener la manœuvre à terme […] Pourquoi en est-il sorti ? Était-ce une erreur de pilotage ou un ordre des aiguilleurs du ciel ukrainiens ? »
Le New York Times souligne que la Russie avait fermé près de la frontière ukrainienne quatre routes aériennes qu’aurait dû emprunter le MH 17 pour survoler le Donbass. Le quotidien Le Monde se demande alors comment l'avion malaisien « aurait pu poursuivre son trajet s’il n’avait pas été abattu ».
Robert Mark, pilote de ligne et éditeur du magazine Aviation International News (en), affirme que la majorité des vols de Malaysia Airlines reliant Amsterdam à Kuala Lumpur prennent habituellement une route plus au sud que celle où le Boeing a été abattu.

## Tentatives d'explication et controverses

### Missile sol-air
Selon l'agence de presse d'état russe Interfax, l'appareil volait à une altitude de 33 000 pieds (10 100 m) lorsqu'il aurait été abattu par un missile comme l'atteste la présence de multiples trous observés notamment sur un débris de la partie supérieure avant gauche du cockpit. Ces trous sont vraisemblablement produits par une ogive à fragmentation dont est doté le missile, qui explose à proximité de sa cible[réf. nécessaire]. Le 22 juillet 2014, d'après un expert de IHS Jane's, cité par The New York Times, c'est bien un missile qui serait à l'origine du crash et les dégâts sont susceptibles d'avoir été causés par un missile sol-air de type Bouk, code OTAN SA-11). IHS Jane affirme que le système de lancement nécessaire est possédé par l'armée ukrainienne et l'armée russe.

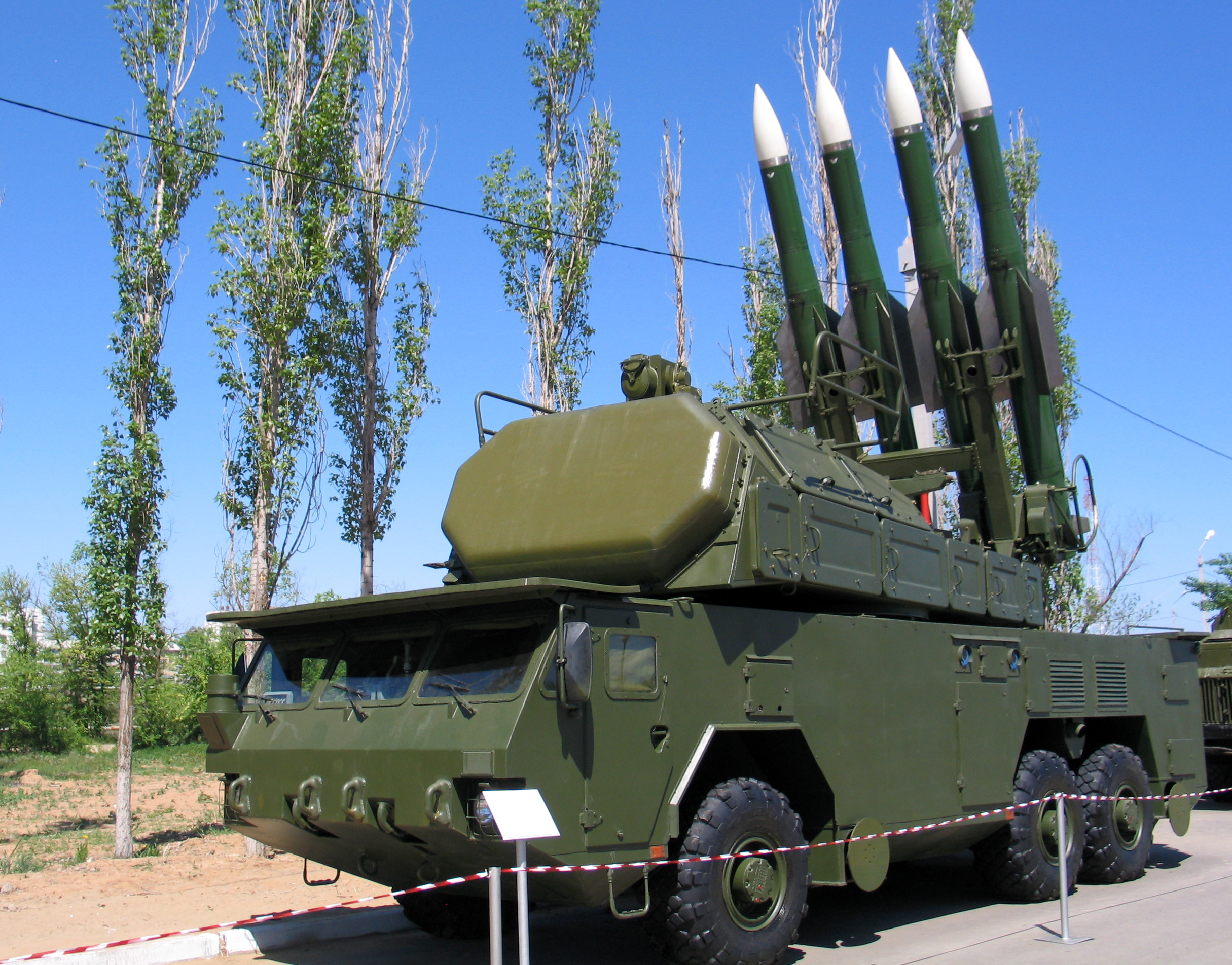
Missiles Bouk-M2 similaires à celui qui aurait été utilisé pour abattre l'appareil.

Les séparatistes affirment être en possession d'une batterie de Bouk-M1 (non opérationnelle selon Alexeï Dmitrachovsky, porte-parole du ministère de l'Intérieur ukrainien pour les opérations antiterroristes) depuis la prise de la base militaire А-1402 près de l'aéroport international de Donetsk. Il s'agit de projectiles autopropulsés et guidés capables d'atteindre des cibles aériennes volant à 22 000 m, soit plus de deux fois plus que les 33 000 pieds d'altitude (10 000 m environ) à laquelle volait le Boeing 777-200ER. Selon un expert britannique, la pressurisation de la cabine de l'avion a pu faire que celle-ci explose instantanément sous l'effet des shrapnels du missile Bouk-M1, la réserve de carburant s'enflammant aussitôt. Pour plusieurs experts militaires, le maniement de ces missiles n'est pas à la portée des séparatistes prorusses, même si, pour d'autres experts, plusieurs anciens militaires ayant servi dans des unités antiaériennes se trouvent parmi les séparatistes.
En mars 2015, les fragments de missile prélevés dans les débris par le correspondant de l'émission RTL Nieuws Jeroen Akkermans et son caméraman sont identifiés par des experts de IHS Jane's comme provenant d'un Buk-M1. Un juriste de l'Institut de La Haye pour la Justice mondiale signale cependant que « si les éléments n’ont pas été manipulés avec des gants ou s’ils n’ont pas été mis sous scellés, cela peut poser un problème » [juridique].
Selon le rapport de l'enquête néerlandaise remis le 13 octobre 2015, l'écrasement est bien causé par un missile Bouk-M1 et il est de fabrication russe.

#### Tir émanant des forces séparatistes
Immédiatement après l'écrasement, Igor Guirkine (nom de guerre Strelkov), un Russe engagé sur le terrain comme « ministre de la Défense » de la RPD, poste sur le réseau social russe VKontakte une revendication indiquant que ses forces viennent d'abattre un avion militaire. Guirkine y déclare : « Nous venons d’abattre un avion, un An-26, dans les environs de Torez [renommé plus tard Tchystiakove]. Il est tombé quelque part dans la mine Progress. Nous avions prévenu qu'on ne devait pas survoler notre espace aérien. Nous avons la vidéo qui le confirme. L'avion est tombé sur un tas de déchets. Les zones résidentielles n'ont pas été touchées. Les civils n'ont pas été blessés. »[réf. à confirmer] Environ 27 minutes plus tard, le post est effacé et un nouveau apparaît à sa suite, au même endroit : une déclaration de la direction de la RPD niant tout lien avec l'accident et précisant : « aucun armement en notre possession n'est en mesure de détruire un objet volant à une telle altitude ».
Dans la journée, Anton Guerachtchenko, un conseiller du ministre ukrainien de l'Intérieur, accuse la Russie d'avoir introduit clandestinement en Ukraine des missiles Bouk « gracieusement offert aux terroristes par Poutine » et ajoute que ceux-ci ont été ensuite rapatriés en Russie pour ne pas laisser de traces. Alors qu'Alexandre Zakhartchenko réfute ces accusations (« je ne peux dire qu'une chose : nous n'avons tout simplement pas d'équipements techniques capables d'abattre un Boeing »), les mêmes accusations seront ensuite portées par des sources américaines.
Selon le Wall Street Journal, les organismes américains sont divisés sur le fait de savoir si l'avion a été abattu par l'armée russe ou par des séparatistes prorusses. Ils insistent sur le fait que « toutes les routes mènent aux Russes dans une certaine mesure ». Le Figaro affirme, cinq jours après l'écrasement, que les experts américains « pointent la responsabilité de séparatistes qui auraient abattu le Boeing « par erreur » ». D'après le président du Service fédéral de renseignement allemand Gerhard Schindler (en), les coupables sont les rebelles séparatistes. Il a également été mentionné qu'un satellite américain a localisé la signature infrarouge d'un missile sol-air juste avant que le Boeing ne s'écrase. Le journaliste Robert Parry souligne que la Russie est accusée sans la moindre preuve d'avoir fourni des Buks.
Le chef du commandement opérationnel de l'État-major général de l'Armée russe Andreï Kartapolov rétorque qu'une vidéo montrant un camion porteur de missiles, donnée comme preuve, comporte un panneau publicitaire pour un concessionnaire automobile de la ville de Krasnoarmiysk, alors sous le contrôle de l'armée régulière. Selon le site web Bellingcat, l'analyse des images indiquerait toutefois que la vidéo a été prise à Lougansk. Bellingcat a pu par la suite retracer le parcours de la batterie de missiles Bouk en territoire contrôlé par les séparatistes et a publié ses conclusions en novembre 2014. Interviewé par l'agence Reuters, le commandant du bataillon Vostok, une des principales unités séparatistes, indique que la faute revient à l'Ukraine ; par ses frappes aériennes inutiles, le pays aurait rendu inévitable le tir d'un Bouk reçu de Lougansk ; un démenti de sa part est immédiatement publié par l'agence de presse d'état russe RIA Novosti précisant qu'en réalité, il ne savait pas si les milices possédaient un Buk.
Le 22 juillet, un article du Corriere della Sera fait état d'un entretien avec un milicien sécessionniste anonyme chargé de monter la garde auprès des corps ; il confirme indirectement que l'avion a été abattu par ses propres troupes  en déclarant avoir été envoyé à la recherche de l'équipage de l'appareil « militaire » (croyait-il) abattu, lequel aurait pu sauter en parachute, et avoir découvert les corps des passagers.
Mediapart publie le 30 janvier 2015 une enquête du site d'investigation Correctiv basé à Berlin affirmant que l'avion du vol MH 17 a été abattu par un missile Bouk-M1 tiré par un officier russe de la 53e brigade antiaérienne de l'armée de terre russe de la localité ukrainienne de Snijne. Le site incrimine également le comportement de l'armée ukrainienne, dont les avions de chasse auraient coutume de se mêler au trafic aérien civil. La thèse de la participation de la 53e brigade de défense antiaérienne russe est également confirmée par la publication ultérieure de Bellingcat retraçant le trajet de la batterie de missiles depuis Koursk jusque dans les territoires séparatistes d'Ukraine.
Le 12 mars 2015, Reuters, par le biais de son reporter Anton Zverev, publie l'interview d'un témoin, Piotr Fedotov, un villageois de 58 ans qui affirme avoir vu un missile lancé depuis un territoire tenu par l'armée ukrainienne. Mais, hors micro, le témoin revient sur ses dires, expliquant que le missile provenait en fait d'un territoire occupé par les rebelles.

#### Hypothèse d'un tir provenant des forces ukrainiennes

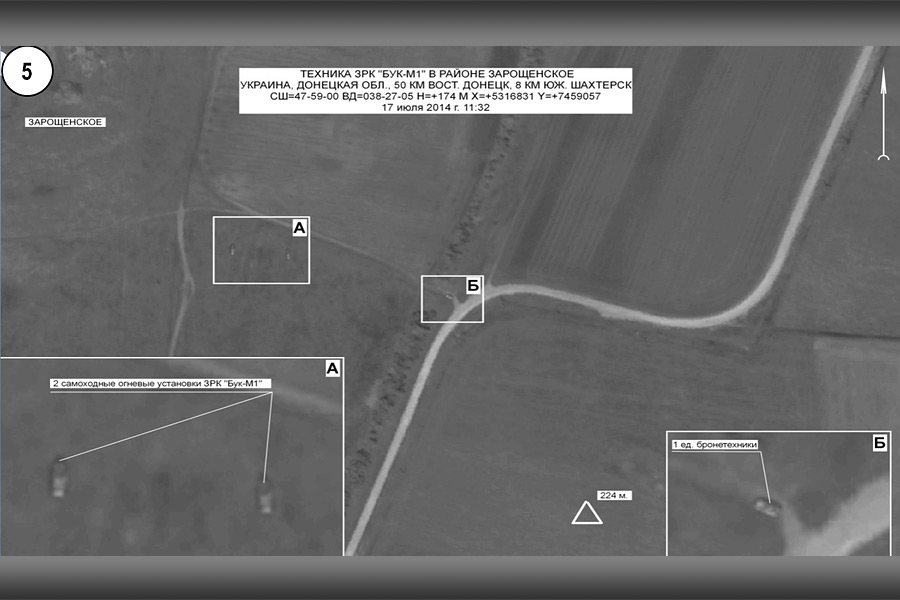
Image satellite présentée par le Ministère de la Défense russe lors d'une conférence de presse à propos de l'accident du vol MH17 qui déclare qu'elle date du 17 juillet 2014 et qu'elle montre le secteur de la route des vols civils quelques heures avant l'accident. Sur la photo, on indique que deux véhicules SAM "Bouk-M1" ainsi qu'un véhicule blindé sont marqués dans la région du village de Zarochtchenskoïe.

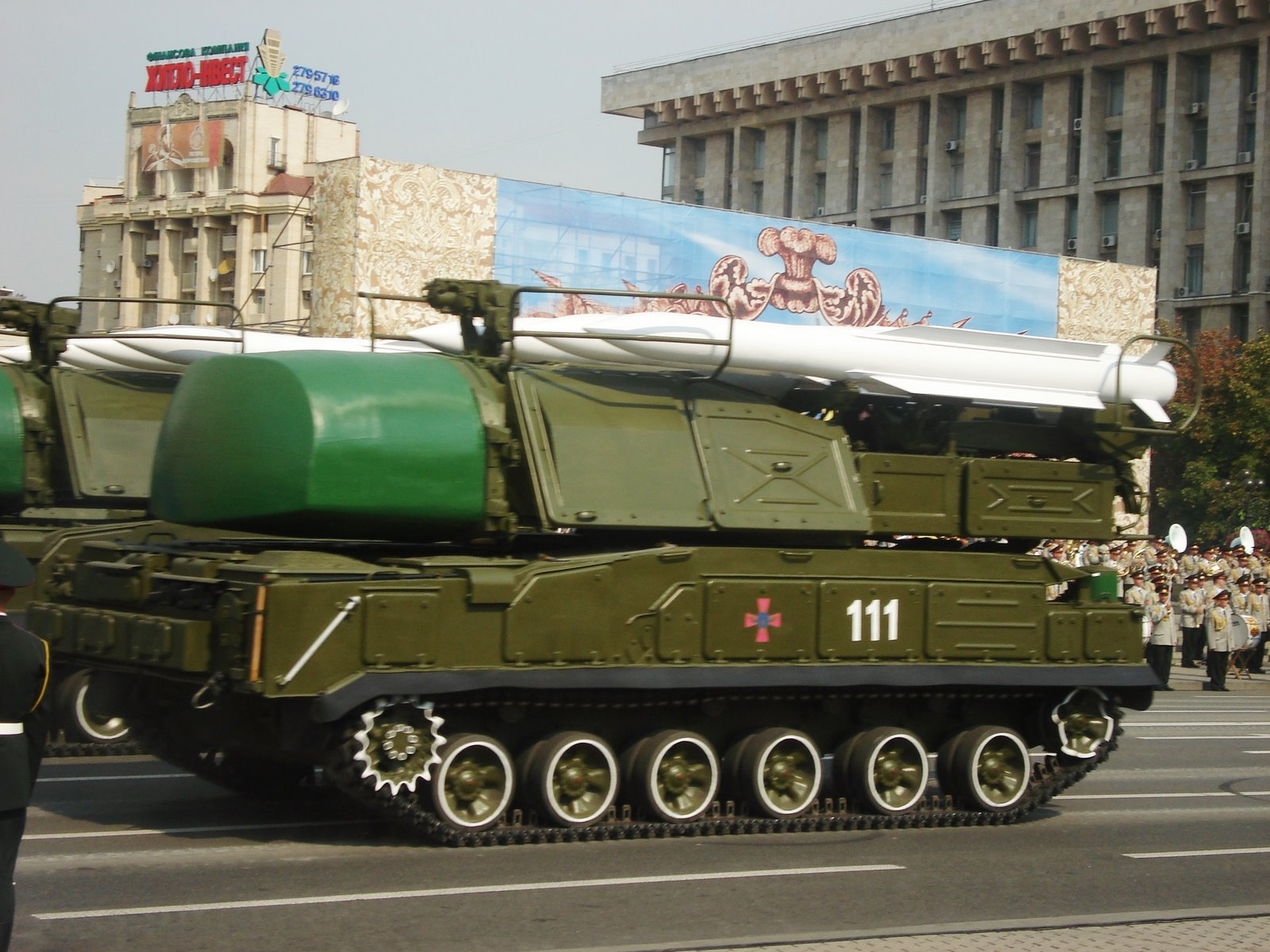
Un Bouk M1 ukrainien en 2008.

Le 21 juillet 2014, le général russe Andreï Kartapolov déclare que des batteries de missiles sol-air de l'armée ukrainienne étaient stationnées aux environs de Donetsk, photos satellite à l'appui et ajoute : « contre qui étaient dirigées ces armes antiaériennes alors que tout le monde sait que les combattants séparatistes n'ont pas d'aviation ? ». En mai 2015, l’analyse de ces documents par Bellingcat arrive à la conclusion qu’ils s’agit de photos datant du mois de juin et retouchées numériquement,.
Le général de brigade Jean-Vincent Brisset, spécialiste des questions de sécurité en Asie à l'Institut de relations internationales et stratégiques (IRIS), déclare que « les trajectoires du Boeing n’ont pas été restituées », « les enregistrements des conversations radio entre le contrôle ukrainien et cet avion n’ont toujours pas été rendus publics », ajoutant que cela « a plutôt tendance à innocenter les rebelles ». l'écrasement du MH17 « est une erreur et une erreur de ce type a déjà été faite par l’Ukraine, à ma connaissance l’un des rares pays qui ait fait ce type d’erreur récemment. ».
En juin 2015, Yan Novikov, PDG de la société russe Almaz-Antei, déclare que des éclats du missile ont été analysés et identifiés comme appartenant à un 9M38M1 du système Bouk. M. Novikov déclare aussi que ce système n'est plus fabriqué depuis 1999 et que seule l'Ukraine en détient encore. Les enquêteurs néerlandais disent ne pas être en mesure de commenter ces déclarations. Le porte-parole du président ukrainien Petro Porochenko a pour sa part affirmé que les déclarations d'Almaz-Antei constituaient « une tentative de couvrir [la vérité] au moyen d'arguments pseudo-scientifiques » et que l'Ukraine « disposait de preuves suffisantes » de l'implication russe dans l'accident.
Le 4 juin 2015, l'ancien chef du SBU, devenu conseiller du Président Porochenko, le général Ihor Smechko, déclare que l'Ukraine ne possédait déjà plus aucun Bouk bien avant la chute,. Cependant, le site du ministère de la Défense ukrainienne déclare officiellement le 6 juillet 2014 posséder un système complet de missiles Bouk qui a été transféré à Kharkiv. Bellingcat démontre, photos à l'appui, que l'Ukraine, tout comme la Russie, détient toujours de nombreux Bouk comme le prouvent les nombreux clichés de Bouk M1 de l'armée ukrainienne dotés de missiles 9M38M1, dont un datant du 16 juillet 2014, déployés dans la zone des combats  alors que John Kerry, le secrétaire d'État des États-Unis avait dit : « Nous savons avec certitude que les Ukrainiens ne disposaient pas d'un tel système (de batterie de missiles) dans les environs à ce moment-là. Donc, cela pointe clairement le doigt vers les séparatistes » .

### Accusations mutuelles
Les forces ukrainiennes et les séparatistes prorusses s'accusent mutuellement d'avoir abattu l'avion,.
Plusieurs journalistes estiment que les forces rebelles ont pu abattre l'avion malaisien par erreur en le prenant pour un avion ukrainien,,,. Les services ukrainiens affirment avoir intercepté une conversation entre séparatistes prorusses reconnaissant avoir abattu l'avion : « Putain, ils n’auraient pas dû voler. Il y a une guerre en cours. », et sur sa page VKontakte, Guirkine a indiqué vers 13 h 37 qu'ils « v[enaient] d'abattre un An-26 près de Snijné », localité proche de l'endroit où l'avion malaisien s'est écrasé,. Guirkine a également publié sur son site une vidéo montrant une épaisse fumée noire s'élevant du lieu d'impact de l'appareil abattu, vidéo considérée comme ressemblant fort aux images postées sur YouTube présentées comme étant celles de la chute de l'avion.
Selon le chef des services de contrôle aérien Dmytro Babeïtchouk, l'équipage de l'avion malaisien n'avait signalé « aucun problème » en survolant l'Ukraine. Selon l'agence d'état russe Interfax, les séparatistes prorusses ont retrouvé deux boîtes noires qui ont été remises le 22 juillet aux autorités malaisiennes puis transférées aux Pays-Bas. Le ministre des Affaires étrangères russe Sergueï Lavrov avait demandé qu'elles soient examinées par une commission internationale indépendante telle que l'OACI.
Le service de sécurité d'Ukraine (SBU) publie sur YouTube un enregistrement qu'il présente comme une discussion au sein du groupe de « Bes » (Igor Bezler), ressortissant russe et militant du Donbass. Ce dernier y fait un rapport oral à son supérieur, le colonel Gueranine, officier du renseignement militaire russe, durant lequel il déclare : « Nous venons d'abattre l'avion ». Mais selon l'agence de presse d'état russe Itar-Tass, des experts audio ont prouvé (métadonnées, fréquences, etc.) qu'il s'agit là d'un montage arbitraire d'extraits de divers messages relatifs à d'autres avions dont certains passages sont antérieurs à l'incident.
Selon Alexeï Makarkine, vice-président du Centre des technologies politiques en Russie, « il y a 95 à 97 % de chances que les séparatistes aient abattu l'avion. Mais tant qu'il restera une infime marge d'erreur, le Kremlin ne condamnera jamais les siens ». Pour l'expert militaire Pavel Felgenhauer, « la réaction russe est infantile : on ment et on s'offense. Le mensonge est devenu la norme. Il est clair que l'avion a été abattu par erreur par les séparatistes, il ne sert à rien de couvrir les responsables, car de toute façon la vérité sera établie ». Le président français François Hollande, après une conversation téléphonique avec le président russe Vladimir Poutine, estime le 20 juillet 2014 qu'il faut travailler sur des données précises et non des hypothèses, et que l'enquête des experts ne doit pas être entravée, dans un contexte de « guerre médiatique ».

### Allégation de désinformation
Selon l'analyste et journaliste Ben Nimmo, qui traque la propagande russe, l'affaire du vol MH 17 donne lieu à une désinformation sans précédent. Ainsi, les autorités officielles présentent en parallèle deux théories censées démontrer que l'avion a été détruit par les Ukrainiens. Dans la première, le public voit une photographie satellite de mauvaise qualité et rapidement réfutée par des spécialistes, montrant un avion ukrainien Su-25 à proximité de l'avion malaisien. De nombreux efforts, comprenant des témoignages factices, sont déployés pour tenter de démontrer qu'il s'agit du Su-25 ayant détruit le Boeing. La seconde théorie, également basée sur des images satellite, prétend prouver la présence d'une batterie de missiles antiaériens Bouk ukrainienne dans la zone du crash. Là encore, les analyses détaillées de l'image montrent que celles-ci ont été retouchées. Dans le même temps, la Russie se serait appuyée sur une armée de trolls dont la mission était de s'en prendre à ceux qui remettaient en question les théories russes sur l'internet. Ces efforts persistent après que l'enquête technique a démontré que l'avion a été abattu par un missile sol-air et non par un avion. À ce moment, le fabricant des missiles Bouk, la société étatisée Almaz-Antey, prétend que le type de missile responsable du crash n'est plus utilisé par l'armée russe, mais l'est encore par l'armée ukrainienne. Lorsque la Joint Investigation Team (JIT) chargée du volet pénal de l'enquête dépose son rapport initial mettant en cause la Russie, le ministère des Affaires étrangères russe n'hésite pas à l'accuser de nourrir « des intentions politiques ».
Le 10 novembre 2017, le représentant néerlandais Pieter Omtzigt se voit contraint d'admettre qu'il a fait témoigner dans un panel en mai 2017 un réfugié ukrainien russophile qui prétendait avoir assisté au crash et vu des avions de combat ukrainiens dans la zone alors que des vérifications ultérieures démontrent que ledit témoin n'était pas présent sur les lieux au moment des faits. Omtzigt regrettera d'avoir aidé l'homme dans son faux témoignage, assurant à propos de sa propre motivation : « il a indiqué que son histoire n'avait pas été entendue et que lui et sa femme disposaient d'éléments pertinents pour l'enquête ».
Quelques jours après la publication, le 24 mai 2018, des conclusions de la JIT, Ben Nimmo remarque que les réactions officielles russes suivent un schéma habituel que les spécialistes appellent les « quatre Ds », à savoir « dismiss, distort, distract and dismay » (rejeter, déformer, distraire et menacer). Il note toutefois qu'en l'occurrence, l'élément "menace" n'est pas présent, ce qui le pousse à conclure que les réactions officielles sont destinées essentiellement à l'opinion russe plutôt qu'à l'opinion internationale.
Selon une enquête menée par deux journalistes néerlandais, l'Internet Research Agency, souvent décrite comme une usine à trolls russe sur l'internet, aurait publié dans les 24 heures suivant l'écrasement plus de 65 000 tweets, le plus souvent en russe, tendant à accuser l'Ukraine. Par exemple, une blogueuse russe affirme qu'un contrôleur aérien espagnol travaillant à Kyïv aurait détecté deux avions de chasse à proximité de l'avion abattu, et le lien qu'elle poste sur Twitter est retweeté près d'une centaine de fois en six minutes.

## Récupération des corps

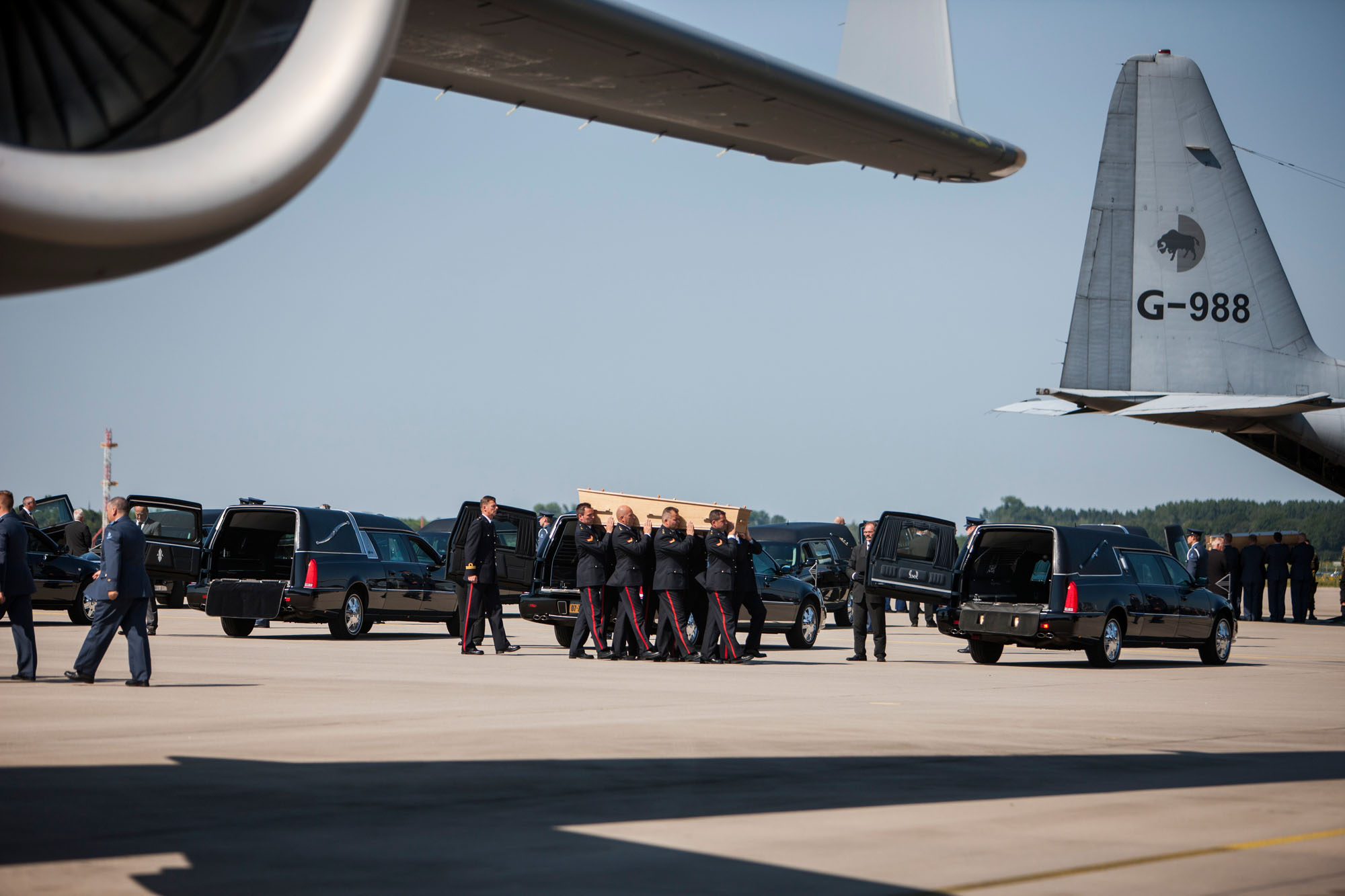
Arrivée des premières dépouilles à l'aéroport d'Eindhoven.

Les corps des victimes ont été enlevés le 20 juillet 2014 par les séparatistes prorusses pour être placés dans des wagons réfrigérés situés à 15 km de la zone sécurisée, en gare de Torez, afin de permettre leur identification par les experts internationaux. Ceci a été exploité par leurs opposants de Kiev, qui jugent que les séparatistes ont posé des conditions inacceptables pour laisser les experts internationaux accéder au site. D'après les enquêteurs de l'Organisation pour la sécurité et la coopération en Europe (OSCE) qui, sur place, ont des difficultés à travailler correctement, au moins 169 corps attendent dans un train réfrigéré l'arrivée des experts internationaux. Au 18 juillet 2014, 181 corps ont été retrouvés. Le gouvernement ukrainien accuse les séparatistes d'avoir transporté 38 corps sur 298 à la morgue de Donetsk, où des hommes ont déclaré qu'ils procéderaient à leur autopsie, et de chercher des moyens de transport à grande capacité pour emporter les restes de l'avion en Russie.
Le 19 juillet, le Premier ministre néerlandais Mark Rutte se déclare dégoûté par le manque de respect envers les biens du personnel navigant et les corps des victimes. Une certaine presse a en effet rapporté que les corps avaient été « traînés » et « jetés », et les affaires des victimes pillées. Il regrette également que le site n'ait pas été laissé en l'état en attendant que les enquêteurs arrivent sur les lieux. En revanche, le chef de l'équipe néerlandaise d'experts envoyés sur place salue le travail exceptionnel de l'équipe de récupération.
Le 20 juillet 2014, le journaliste de la chaîne britannique Sky News Colin Brazier (en) fouille les bagages d'un passager et déclare en direct à l'antenne : « En fait, on ne devrait pas trop faire ça »,.
Les rebelles sont accusés par Kiev et ses alliés d'avoir éliminé des éléments de preuve sur le site du crash. Un porte-parole des rebelles se défend de ces accusations en déclarant : « Pour des raisons d'hygiène, il était impossible d'y laisser les cadavres ». Le chef du gouvernement séparatiste de la RPD, Alexandre Borodaï, ajoute : « hier, nous avons commencé à déplacer les corps car nous ne pouvions plus attendre, à cause de la chaleur et aussi de la zone, où il y a beaucoup de chiens et de bêtes sauvages ». « Nous avons déplacé les corps par respect pour les familles », a-t-il poursuivi, « car cela devenait inhumain dans ces conditions ».
Contredisant certaines affirmations médiatiques, à la question de savoir si les membres de la mission avaient des raisons d'affirmer que certains objets avaient disparu, le chef de la mission spéciale d'observation de l'OSCE en Ukraine (MSO), Michael Bociurkiw (de), a répondu en ces termes à la télévision : « tous les bagages des passagers du Boeing 777 qui s'est écrasé jeudi dans l'Est de l'Ukraine se [trouvaient] sur le lieu du drame, il n'y a aucune raison pour accuser les insurgés de falsifications. » Il ajoute : « nous voyons une multitude de débris qui n'ont pas été déplacés, mais conservés tels quels. Nous voyons en outre des fragments d'avion carbonisés. Des débris aux couleurs typiques de Malaysia Airlines sont éparpillés sur un territoire d'environ 30 kilomètres carrés. Nous voyons également de nombreux objets personnels des passagers, des documents, des bagages, des sacs provenant des boutiques hors taxes de l'aéroport d'Amsterdam. ».
L'expert médicolégal néerlandais Peter Van Vilet, chef de l'équipe mandatée pour identifier les corps des 298 victimes du crash, rend hommage au travail des secouristes prorusses : « Je suis très impressionné par le travail qui a été fait ici » et ajoute :« Je pense qu'ils ont fait un travail remarquable dans un endroit difficile ». Plus tard il dira : « L'entreposage des corps est de bonne qualité »
Le 21 juillet 2014, 282 corps et plus de 87 fragments ont été récupérés. Placés dans les wagons réfrigérés de Torez, ils sont expédiés par train à Kharkiv auprès des autorités gouvernementales de Kiev et remis aux Pays-Bas. Le 23 juillet, déclaré jour de deuil national aux Pays-Bas, quarante dépouilles sont rapatriées à bord d'un McDonnell Douglas C-17 Globemaster III australien et d'un Lockheed C-130 Hercules néerlandais sur l'aéroport d'Eindhoven.
Au 5 décembre 2014, l'équipe médicolégale néerlandaise avait identifié les corps de 292 sur les 298 victimes.
D’après les déclarations des organisations séparatistes, le 25 avril 2015, les officiers de sauvetage de la RPD « ont analysé et nettoyé les territoires annexes du lieu de crash à côté du village de Hrabove sur une surface de 0,05 ha. On a collecté 15 sacs de petits fragments d'avion, et 15 autres sacs ont été collectés le 26 par les employés du "ministère de situations exceptionnelles" de Torez ». Sachant qu'un tel sac pèse entre 30 et 50 kg, c'est une tonne de matériaux qui a été envoyée .
Depuis avril 2015, 296 corps sur 298 ont pu être identifiés. En août 2015, une mission de la Police royale malaisienne est envoyée pour creuser le site du crash afin de retrouver les ossements des deux dernières victimes.

## Enquête

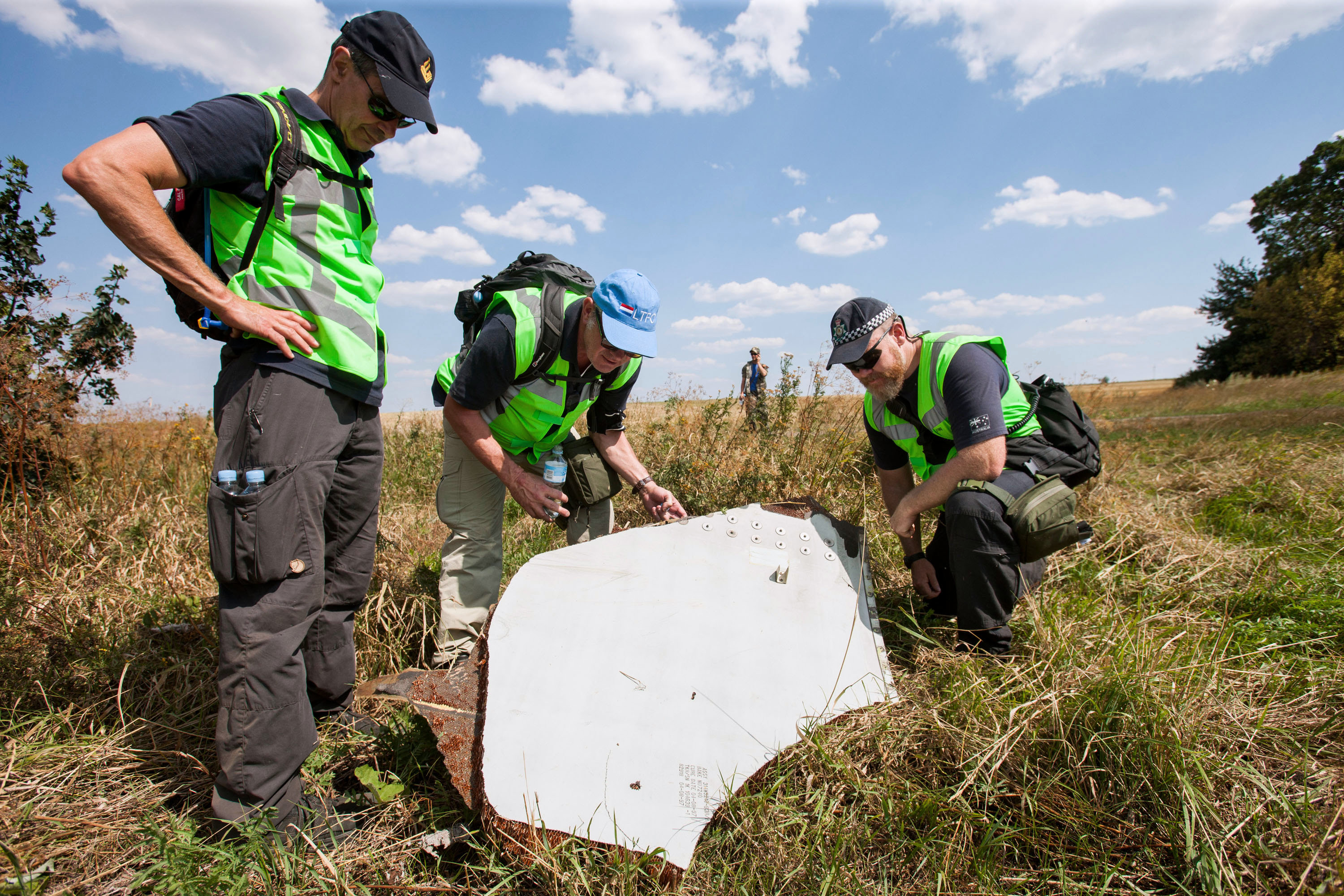
Des enquêteurs néerlandais et australiens sur le site du crash, le 3 août 2014.

Une enquête internationale s'organise pour déterminer les circonstances du crash. L'Ukraine confie la coordination de l'enquête internationale aux Pays-Bas. L'équipe internationale d'enquêteurs compte 24 personnes venant d'Ukraine, Malaisie, Australie, France, Allemagne, États-Unis, Royaume-Uni et Russie. En plus de l'enquête sur l'accident, l'analyse de l'itinéraire de vol sera également réalisée de manière indépendante par le Bureau de la sécurité néerlandais,.

### Boîtes noires
L'OACI va mener l'enquête. Basée au Canada, elle dépêche une équipe de quatre personnes qui ont pour mission de sécuriser le site, de récupérer et d'analyser les débris du Boeing 777-200ER. L'OVV réclame un accès sécurisé et libre au site du crash pour les enquêteurs, « pendant une longue période ».
Le 21 juillet, le Conseil de sécurité des Nations unies se réunit et adopte une résolution demandant un accès sécurisé et illimité pour ses observateurs sur le site de l’écrasement du vol MH17, appelant aussi à une coopération complète dans le cadre de l'enquête internationale.
Le 23 juillet, le ministre malaisien des Transports Liow Tiong Lai déclare dans un communiqué de presse : « L'équipe d'enquête internationale, dirigée par l'OVV, a décidé de remettre la boîte noire à la Air Accidents Investigation Branch britannique (AAIB) pour analyse ». Il ajoute que les boîtes noires seront envoyées par avion à l'aéroport de Farnborough (en) accompagnée d'experts malaisiens et d'autres membres de l'équipe d'enquêteurs internationaux,. L'examen des paramètres techniques commence le 24 juillet 2014, selon le ministère britannique des Transports. L'AAIB indique sur son site que son rôle est de déterminer les causes de ces accidents « mais non d'établir les responsabilités ». Le Bureau des Affaires étrangères et du Commonwealth dépêche du personnel consulaire supplémentaire en Ukraine et l'Australie envoie un groupe de 45 membres dirigé par l'officier général de la Force aérienne royale australienne Angus Houston, qui avait déjà supervisé les recherches du vol Malaysia Airlines 370 (dont aucune trace n'a été retrouvée depuis mars 2014).
Les enquêteurs néerlandais annoncent le 24 juillet 2014 avoir extrait les informations de l'entregistreur de paramètres contenant les données techniques du vol. Selon eux, elles n'ont pas été trafiquées : « les informations ont été téléchargées avec succès et l'enregistreur des données en vol contenait des informations valides ». Le 28 juillet 2014 le Conseil national de Sécurité et de Défense ukrainien déclare que selon l'analyse des boîtes noires, l'avion de ligne a été abattu par des éclats d'obus provenant d'un tir de roquette, et qu'il a subi une décompression explosive, sans citer ses sources. Les autorités chargées de l'enquête refusent de confirmer ces déclarations. Le porte-parole du Conseil national de Sécurité et de Défense ukrainien, Andrej Lysenko, précise que « les données des enregistreurs de bord montrent que la destruction et la chute de l'avion ont été causées par une importante décompression liée à une explosion en raison de nombreuses perforations dues à l'explosion d'un missile ». L'OVV ne confirme ni ne dément ces conclusions.
Le 6 août 2014, la MSO de l'OSCE reconnaît que les services d'urgence de la RPD ont fait preuve de professionnalisme en accompagnant et en protégeant leurs équipes et les services internationaux d'observation (experts malaisiens, néerlandais et australiens) sur le lieu de l'accident. Après le passage d'un camion arborant un drapeau ukrainien avec cinq hommes à son bord, ils doivent cesser le travail à la suite de tirs en provenance du nord. On sécurise le trajet afin que les services d'analyse puissent regagner leur base. Plus aucun reste humain ne semble se trouver sur le lieu du sinistre.

### Reconstitution de l'appareil
Une quinzaine d'employés du ministère des Situations d'urgence des autorités séparatistes, sous la supervision d'experts néerlandais et d'observateurs de l'OSCE, découpent la carcasse avant de charger les débris dans un camion à l'aide d'un camion-grue. Partis le 16 novembre 2014, les premiers morceaux de l'avion arrivent le 9 décembre 2014 par convoi routier aux Pays-Bas, après avoir été retenus très longtemps en Ukraine. La reconstitution partielle de l'appareil est réalisée sous la supervision du Bureau d'enquête pour la sécurité dans un hangar de la base militaire de Gilze-Rijen.

### Rapport du Bureau d'enquête néerlandais
Publié le 9 septembre 2014, le rapport intermédiaire d'expertise du Bureau d'enquête néerlandais pour l'OVV, chargé de l'enquête, fait apparaître que les deux enregistreurs de vol ont été pris en charge le 21 juillet 2014. Par ailleurs, les nombreuses photographies prises sur place avant que les techniciens ne soient expulsés montrent que l'avion a été touché par « un grand nombre de projectiles à haute vitesse » ayant disloqué le centre de l'appareil. L'OVV ajoute que ceci explique « la coupure abrupte de l'enregistrement des données sur les boîtes noires, la perte de contact avec les contrôleurs aériens et la disparition simultanée de l'appareil sur les radars ».
Le Bureau d'enquête néerlandais ajoute qu'il « n'y a aucune indication selon laquelle le sinistre aurait été causé par une défaillance technique, ou par les actions de l'équipage », qui était « qualifié et expérimenté ». Ces affirmations selon lesquelles la chute de l'avion n'était pas accidentelle suffisent à étayer les demandes d'indemnisation auprès des compagnies d'assurance.
Le rapport final est publié le 13 octobre 2015. Confirmant la thèse du missile sol-air, il précise que la destruction de l'avion de ligne est due à l'explosion de l'ogive 9N314M d'un missile 9M38 installé sur un système de type Bouk, tiré à partir d'une zone de 320 km2 occupée par les troupes ukrainiennes et les séparatistes prorusses.

### Polémique sur le rapport d'enquête
Le rapport intermédiaire du Bureau d'enquête néerlandais déclare que le vol du MH17 s'est déroulé « comme prévu » jusqu'à ce qu'il se termine « de manière abrupte ». Or, en octobre 2014, le ministre néerlandais des Affaires étrangères, Frans Timmermans avait révélé qu’un passager australien avait été retrouvé portant un masque à oxygène. « Il avait eu le temps de faire cela », avait-il ajouté en en mimant le geste. Cette information laisse supposer que des victimes avaient eu le temps de se rendre compte de ce qui se passait, comme l'a dit Frans Timmermans : « Les derniers moments de leur vie ont dû être horribles quand ils se sont rendu compte que l'avion descendait. Ont-ils serré la main de ceux qu'ils aimaient ? Se sont-ils regardés dans les yeux en se disant muettement adieu ? Nous ne le saurons jamais. ». À la suite de cette révélation, des journalistes remettent en cause le scénario des experts,,,.
Dans son livre intitulé MH17: de Doofpotdeal, publié aux Pays-Bas en octobre 2014, le journaliste néerlandais Joost Niemoller dénonce le silence du gouvernement néerlandais, lié à l'accord de non-divulgation, et lui reproche de favoriser certaines pistes,,. En octobre 2017, le Conseil d'Etat néerlandais déclare que le ministère de la Sécurité et de la justice n’est pas tenu de divulguer les documents relatifs à la gestion gouvernementale des répercussions directes du désastre.
En décembre 2014, l'avocat de 20 familles de victimes, Bob van der Goen envoie une lettre à Rutte, le Premier ministre néerlandais, pour demander que l'enquête soit menée par l'ONU : « personne ne sait qui fait quoi. Il n'y a pas de coordination, pas de chef » ; il estime que les Pays-Bas ont « complément saboté » l'enquête par leur « amateurisme ». C'est Dick Schoof, coordinateur national pour la Lutte contre le terrorisme et la sécurité (NCTV) qui se charge de répondre en disant que l'enquête du crash du MH17 n'est pas du ressort de l'ONU. Pour le moment, c'est le Onderzoeksraad Voor Veiligheid (Bureau pour la sécurité néerlandais) qui s'occupe de l'enquête.
Le 23 avril 2015, George Maat, un anthropologue de l'université de Leyde qui travaillait dans l'équipe pour identifier les corps des 298 victimes, est congédié par le gouvernement néerlandais pour avoir montré une série de photos des victimes du MH17 lors d'une conférence devant une association d'étudiants en sciences de la santé de l'université de Maastricht, l'événement étant public alors que ces informations étaient strictement réservées aux professionnels. En outre, le ministre Ard van der Steur lui reproche d'avoir évoqué des causes différentes de la version officielle en déclarant que ses déclarations étaient « incorrectes » et qu'il sortait là de son domaine d'expertise.
L'agence fédérale russe de l'aviation (Rosaviatsia) rejette les conclusions de l'enquête publiées le 13 octobre 2015 et annonce qu'elle compte reprendre les investigations prévues par la norme 5.13 de la treizième Annexe de la Convention relative à l'aviation internationale civile. Oleg Stortchevoï, vice-président de Rosaviatsia annonce : « Nous avons pris connaissance du rapport et (...) la Russie est en désaccord catégorique avec ses conclusions. Elles sont totalement inexactes. Le niveau d'illogisme est hors norme (...) Les réponses que les Néerlandais ont apporté à nos questions sont infondées, partiales et non étayées par les faits. Elles n'ont servi qu'à appuyer leur version ».
Le 15 décembre 2015, le journal néerlandais Telegraaf affirme que les services secrets ukrainiens (le SBU), qui ont livré une grande partie des preuves, sont soupçonnés de corruption par ailleurs, ce qui pourrait compromettre la fiabilité de celles-ci ,. L'expert en droit pénal Theo de Roos prévoit d'importants problèmes en cas de poursuites pénales : « beaucoup de rumeurs auront un rôle à jouer », « Cela vaut pour la défense mais aussi pour les juges, qui auront un regard extrêmement critique sur toutes les preuves matérielles ». Ainsi, l'ancien chef du SBU, Valentyn Nalyvaichenko, et Oleh Tyahnybok, le leader du parti nationaliste Svoboda, seraient liés au recel d’œuvres d'art du musée Westfries à Hoorn en 2005, retrouvées par une milice ukrainienne dans la région où se déroule l'opération antiterroriste. En 2014, la police finlandaise l'a également incriminé dans un trafic d'antiquités à grande échelle. Enfin, 22 agents du SBU sont emprisonnés en 2015 pour corruption et pratiques criminelles.

### Contre-enquête russe par Almaz-Antei
Le 7 octobre 2015, lors d'une conférence de presse, le constructeur russe des missiles Bouk Almaz-Antei affirme avoir réalisé une reconstitution grandeur nature, employant pour cela la partie avant d'un avion de ligne Iliouchine 86 retiré du service possédant des similitudes avec le Boeing 777 de la Malaysia en faisant exploser une ogive de Bouk près de son cockpit. Ian Novikov, le directeur d'Almaz-Antei conclut que « l'expérience en conditions réelles démentait complètement la version des Néerlandais relativement au type de missile utilisé et à l'endroit depuis lequel il a été tiré »,. L'expérience tentait de confirmer l'hypothèse selon laquelle le Boeing avait été abattu par un missile Bouk-M1, mais conclut seulement qu'il a été tiré depuis un territoire contrôlé par les troupes ukrainiennes. Mikhaïl Malichevski, conseiller d'Almaz-Antei affirme : « L’avion a été abattu par un missile Bouk [...] depuis la région de Zarochtchenskoïe ».
Almaz-Antei affirme en revanche que l'expérience a permis de confirmer l'emploi d'un missile 9M38-M1 du système Bouk-M1 en dotation dans l'armée ukrainienne. Ian Novikov indique : « Le dernier missile 9M38 a été fabriqué en 1986 en Union soviétique et il est hors d’exploitation depuis vingt-cinq ans dans l’armée russe (Note : laquelle a été fondée le 7 mai 1992). Après 2011, son utilisation a été interdite ».

### Enquête judiciaire
Selon la Nederlandse Omroep Stichting (NOS), Eliot Higgins (fondateur du site internet Bellingcat), analyste amateur d'images dont les méthodes ont été critiquées par l'analyste professionnel Jens Kriese, remet fin décembre 2015 au ministère public néerlandais, qui dirige l'enquête judiciaire et pénale, une liste de vingt noms de Russes appartenant à la 53e brigade antiaérienne russe impliqués dans le tir du missile. Le ministère public reconnaît avoir reçu l'information et déclarer que les noms et les autres données seront sérieusement envisagées, examinées et jugées quant à leur recevabilité dans le cadre de l'enquête pénale. Le rapport est mis en ligne le 23 février 2016 sur le site Bellingcat.
Le 28 septembre 2016, la JIT (Joint Investigation Team) fait part de ses premières conclusions. Elle déclare disposer de la « preuve irréfutable » que l'avion a été abattu par un missile russe tiré depuis un terrain agricole situé à proximité de Pervomaïskyï, au sud de Snijne, qui était à ce moment aux mains des séparatistes prorusses. La JIT annonce également qu'aucune information concernant les auteurs du tir n'est encore connue de façon définitive et que leur identification sera « un travail de longue haleine », même si l'on a identifié une centaine de personnes « ayant joué un rôle actif dans l'armement du système Bouk ou dans son transport, ainsi que des personnes ayant apporté leur contribution ». Il restera à déterminer qui a donné l'ordre de faire venir la plate-forme de tir depuis la Russie et qui a ordonné le tir. La JIT explique avoir pu, grâce à des conversations enregistrées, des témoignages et des documents photographiques et vidéo, retracer le trajet de la plate-forme jusqu'au site de tir et celui de son retour en Russie.
Le 9 décembre 2017 la presse annonce qu'à la suite d'enquêtes menées par les sites d'investigation Bellingcat et The Insider, les enquêteurs s'intéressent de près au rôle qu'a pu jouer Nikolaï Fedovoritch Tkatchev (ru), un général russe « en vacances » dans la ville ukrainienne de Sorokyne (ou Krasnodon), proche de la frontière russe et sous contrôle des rebelles prorusses, dans l'acheminement depuis la Russie de la batterie de missiles antiaériens.
Le 24 mai 2018, les enquêteurs internationaux concluent que le missile Bouk-Telar ayant abattu le MH17 a été tiré en territoire ukrainien, depuis une zone contrôlée par les séparatistes, et qu'il provenait de la 53e brigade antiaérienne, basée à Koursk, Russie.

## Procès
Le 19 juin 2019, les enquêteurs du JIT désignent les quatre suspects inculpés de participation au transport et au tir du missile Bouk. Il s'agit des Russes Sergueï Doubinski (uk), Igor Guirkine et Oleg Poulatov (uk), ainsi que de l'Ukrainien Leonid Khartchenko (uk), quatre hauts gradés des séparatistes prorusses de l'Est de l'Ukraine. Ils annoncent l'émission d'un mandat d'arrêt international à leur encontre lors d'une conférence de presse et précisent que le procès débutera le 9 mars 2020 devant la Cour européenne des droits de l’homme, quatre procédures mettant en cause la Russie.
Le procès (ru)  s'ouvre le 9 mars 2020 au tribunal de Schiphol dans la banlieue d'Amsterdam, non loin de l'aéroport d'où a décollé le vol MH17,. Aucun des quatre accusés Doubinski, Guirkine, Poulatov et Khartchenko n'est présent, la Russie et l'Ukraine n'extradant pas leurs ressortissants poursuivis à l'étranger, et ils sont donc jugés par contumace. Ils sont poursuivis pour avoir convoyé le système de missiles antiaériens Bouk, pour avoir délibérément causé la chute de l’avion et pour meurtre.
Le 22 décembre 2021, les procureurs néerlandais requièrent une peine de prison à vie à l'encontre des quatre accusés.
Le 14 mars 2022, les Pays-Bas et l'Australie portent plainte auprès de l'OACI afin d'exiger que la Russie les indemnise. D'après eux, la convention de Chicago a été violée « par l'utilisation illégale d'une arme contre un avion civil ».
Le 17 novembre 2022, les Russes Igor Guirkine et Sergueï Doubinski et l’Ukrainien Leonid Khartchenko, sont condamnés par contumace à la prison à perpétuité pour meurtre. Le Russe Poulatov est acquitté.

## Réactions

### Compagnies aériennes
La compagnie aérienne Malaysia Airlines indique sur Twitter, (devenu X), que « [ses] pensées et prières sont avec les personnes à bord du MH17 ainsi que leurs familles et êtres chers » et qu'ils sont « prêts à leur porter assistance ». De nombreuses compagnies, dont Air France, Delta Air Lines, Lufthansa et  Swiss décideront de ne plus survoler l'est de l'Ukraine après cette attaque.

### Gouvernements concernés
- Ukraine : le président ukrainien Petro Porochenko, cité dans un communiqué de la présidence, a déclaré « ne pas exclure » que l'avion ait été « abattu »[19]. Il rappelle que « [c]'est le troisième cas tragique ces derniers jours, après les avions An-26 et Su-25 des forces armées ukrainiennes abattus depuis le territoire de la Russie »[19]. Il « soulign[e] que les forces armées ukrainiennes n'ont pas effectué de tirs susceptibles d'atteindre des cibles dans les airs » avant de présenter ses condoléances aux familles des victimes[19]. Dans la soirée, le chef du service de sécurité d'Ukraine riposte en accusant deux responsables non identifiés des services de renseignements militaires russes d'« être impliqués dans la destruction de l'avion malaisien » en appuyant ses allégations par des enregistrements de communications interceptées par ses services et attribuées à ces deux Russes[37]. Les autorités ukrainiennes ont annoncé la fermeture temporaire de l'espace aérien de l'est de l'Ukraine[186]. Porochenko dénonce un « acte terroriste »[37].

- République populaire de Donetsk : le chef du gouvernement de la RPD, Alexandre Borodaï, déclare que l'avion aurait été abattu par l'armée de l'air ukrainienne[23].

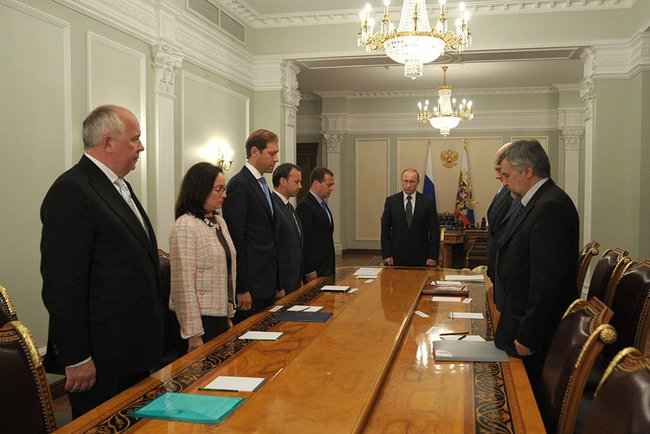
Le président russe Vladimir Poutine, en bout de table, et son gouvernement observant un moment de silence en mémoire des victimes.

- Russie : l'ambassadeur russe auprès des Nations unies, Vitali Tchourkine, déclare à des journalistes depuis le siège de New York que « la Russie n'a pas abattu d'avion de combat ukrainien, comme l'en accuse Kiev »[19]. Selon un communiqué du Kremlin, le président russe Vladimir Poutine a évoqué l'écrasement de l'avion avec son homologue américain Barack Obama[19]. Selon le communiqué, Poutine « informé le président des États-Unis d'un rapport des contrôleurs aériens arrivé juste avant leur conversation téléphonique indiquant qu'un avion malaisien s'est écrasé en Ukraine »[19],[37]. Le service de presse du Kremlin annonce par ailleurs que Poutine a exprimé ses sincères condoléances au Premier ministre malaisien[19].

- Pays-Bas : le ministre des Affaires étrangères néerlandais Frans Timmermans souhaite une enquête indépendante sur l'accident et un accès libre et sécurisé à la zone sinistrée[187]. Le 18 juillet 2014, tous les drapeaux des bâtiments officiels néerlandais – aux Pays-Bas et à l’étranger – sont mis en berne[188].

- Malaisie : Najib Razak, le Premier ministre malaisien, se dit « sous le choc après la nouvelle du crash » et annonce qu'il va « immédiatement lancer une enquête »[19],[37]. Dans un discours prononcé le jeudi 30 mai 2019 devant le Club des correspondants étrangers japonais, son successeur Mahathir Mohamad déclare qu’il n’y a « aucune preuve » que la Russie ait abattu le vol MH17 et accuse ceux qui rendent la Russie responsable de chercher à en faire un bouc émissaire pour des raisons politiques[189].

- Australie : Tony Abbott, Premier ministre australien déclare que cette tragédie est « un jour sombre pour notre pays et pour notre monde » ; ajoutant que « les auteurs doivent être traduits en justice »[190]. Julie Bishop, ministre australienne des Affaires étrangères, décrit le drame comme un « crime abominable » et appelle la Russie et l'Ukraine à soutenir une enquête approfondie par le Conseil de sécurité des Nations unies.

- Canada : le Premier ministre canadien Stephen Harper s'est dit « bouleversé et attristé » d'apprendre qu'un avion civil de la Malaysia Airlines avait été « abattu » ajoutant que selon les rapports, un citoyen canadien figurait parmi les victimes[191].

### Organisation des Nations unies
- ONU : le Conseil de sécurité des Nations unies s'est réuni en urgence le 18 juillet 2014 à New York pour demander l'ouverture d'une enquête internationale indépendante, exhaustive et fiable. Un compte rendu de la séance (no 7219e) a été établi et mis en lien sur le site internet[192]. Le 28 juillet 2014, les Nations unies estiment que l'écrasement peut être « assimilé à un crime de guerre » et réclament une enquête minutieuse et indépendante sur les circonstances de la tragédie[193].

### Mémoriaux

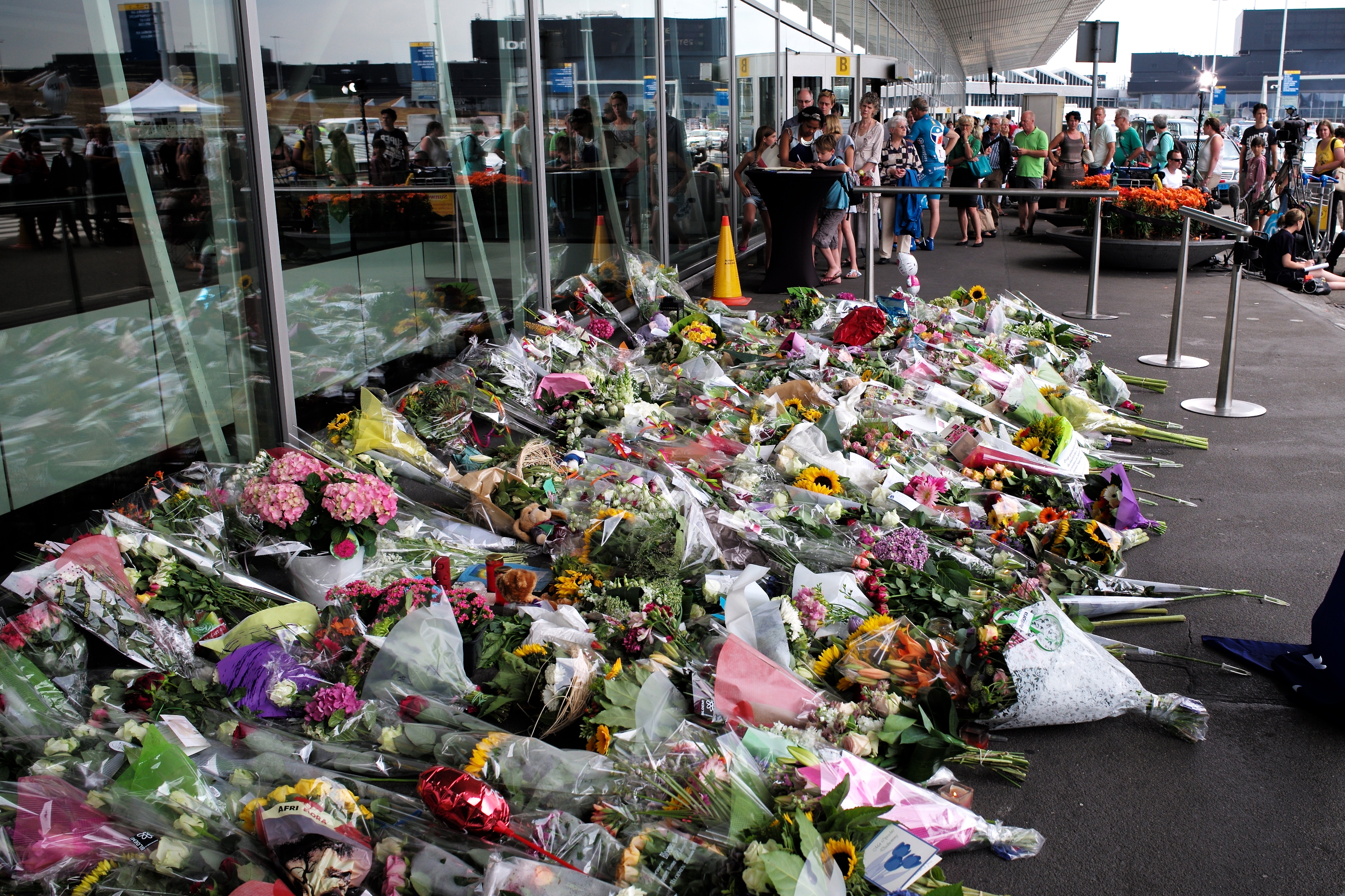
Un mémorial de fortune à l'aéroport d'Amsterdam-Schiphol aux Pays-Bas, en hommage aux victimes du vol MH17.

Des cérémonies commémoratives se sont tenues en Australie et aux Pays-Bas. Le lendemain de l'accident, ceux-ci décrètent une journée de deuil national. Le gouvernement néerlandais ordonne que les drapeaux soient mis en berne sur tous les bâtiments publics et dans ses ambassades à travers le monde. La 20e conférence internationale sur le sida de Melbourne (20 juillet 2014), s'ouvre sur un hommage aux spécialistes morts dans l'écrasement du MH17.
En Malaisie, des mémoriaux de fortune sont élevés à Kuala Lumpur.
En novembre 2015, les médias néerlandais annoncent qu'un mémorial composé de 298 arbres, un pour chaque victime, sera édifié dans le parc de Vijhuizen, à côté de l'aéroport d'Amsterdam-Schiphol.

### Plaintes et requêtes
Le 21 septembre 2014, Elmar Giemulla, avocat des familles des quatre allemands qui ont perdu la vie dans l'écrasement, accuse le 
Président Porochenko et l'Ukraine d'homicide involontaire et entend porter plainte devant la Cour européenne des droits de l'homme. Selon lui, l'Ukraine a manqué à ses responsabilités étatiques en ne fermant pas son espace aérien : « À l'heure actuelle, nous ne savons toujours pas quel rôle a joué la Russie. Mais une chose est claire : l'Ukraine n'a pas assumé ses responsabilités, qui sont de garantir la sécurité de son espace aérien. Ce que le droit international impose à tout État. »,
En novembre 2014, la mère d'une victime allemande attaque l'Ukraine devant la Cour européenne des droits de l'homme à Strasbourg, reprochant à Kiev de n'avoir pas fermé son espace aérien aux vols civils alors que la zone était en guerre. La plaignante dépose sa requête contre l'État ukrainien qui n'aurait pas voulu renoncer aux recettes des droits de survol du pays. À l'époque, les survols quotidiens de son territoire auraient rapporté plusieurs millions de dollars par mois. Elle réclame 800 000 euros de dommages pour homicide par négligence.
Début décembre 2014, au moins cinq familles de victimes australiennes louent les services de l'avocat Jerry Skinner, connu pour avoir obtenu 2,7 milliards de dollars de dommages et intérêts de la part de la Libye pour sa responsabilité dans l'attentat de Lockerbie, pour poursuivre devant la Cour européenne des droits de l'homme l'Ukraine, la Russie et la Malaisie afin d'obtenir des réponses,.
Le 15 juillet 2015, six familles de victimes britanniques déposent une plainte contre Guirkine à Chicago, l’accusant d’avoir « ordonné, aidé et/ou encouragé cette action et/ou conspiré avec les personnes ayant tiré le ou les missiles ».
Le 12 janvier 2016, dix-huit familles de victimes néerlandaises adressent une lettre à Rutte exigeant d'obtenir les images de radar primaire, qu'ils considèrent comme cruciales pour l'enquête et soulignant le fait que le bureau néerlandais d'enquête n'avait pas totalement exclu que le radar primaire ait pu détecter le missile. Selon des documents de l'OACI, il n'est pas nécessaire qu'un engin soit doté d'un transpondeur pour que le radar primaire le détecte. Selon les auteurs de la lettre, les explications de Kiev, qui prétend que son radar primaire était éteint lors du crash, sont « peu crédibles » et les explications des Russes, qui affirment ne pas conserver d'images des zones hors de son territoire, sont « bizarres ». Les familles se demandent aussi pourquoi les États-Unis n'ont pas fourni leurs images satellite alors que selon eux elles montraient d'où avait été tiré le missile.
Le 3 février 2016, Vladimir Shulmeister, vice-ministre des transports en Ukraine à l'époque des faits, explique dans une interview au journal néerlandais AD que le gouvernement ukrainien n'a jamais reçu de demande du bureau d'enquête néerlandais concernant les images radar de la catastrophe. Il n'exclut pas que le bureau d'enquête se soit borné à demander les enregistrements des radars militaires. Le 4 février 2016, l'ambassadeur ukrainien aux Pays-Bas, Olexander Horin, précise que le bureau de la sécurité néerlandais a bien fait une demande pour les images radar primaires mais que si celles-ci n'ont pas été fournies c'était pour des raisons techniques. Le 5 février 2016, le gouvernement néerlandais déclare qu'il ne déposera pas de réclamation internationale concernant l'absence d'images radar de la part de l'Ukraine malgré l'insistance de certains partis à la Chambre des députés car il estime que les informations sont suffisantes pour l'enquête pénale. Les États-Unis ont communiqué de manière confidentielle aux enquêteurs les images satellite dont ils disposaient et la Russie a envoyé un enregistrement vidéo de son radar, mais les données ont depuis été supprimées.
En mai 2016, les familles de 33 victimes australiennes, néo-zélandaises et malaisiennes poursuivent la Russie et Poutine devant la Cour européenne des droits de l’homme; elles les estiment coupables de dissimuler leur rôle dans l'écrasement et réclament 6 millions et demi d’euros d’indemnisation pour chaque victime.
Le 2 juin 2016, les familles de six membres de l'équipage du vol MH17 portent plainte contre Malaysia Airlines; elles accusent la compagnie aérienne de négligence et de rupture de contrat pour avoir envoyé « l'avion au-dessus d'une zone connue pour être en proie à un conflit armé, ce qui représentait un risque déraisonnable de décès et de blessures » et demandent un dédommagement.
Le 12 mai 2025, le Conseil de l'Organisation de l'aviation civile internationale traite une plainte déposée contre la Russie par les Pays-Bas et l'Australie et reconnait la responsabilité russe dans l'abattage de l'avion. Il estime que « La Fédération de Russie n’a pas respecté ses obligations en vertu du droit aérien international lors de la destruction du MH17 de la Malaysia Airlines en 2014 ».
Le 9 juillet 2025, la Cour européenne des droits de l'homme, siégeant en Grande chambre, sa formation la plus solennelle, reconnait que la Russie était à l'origine de la destruction du vol MH17,.

## Conséquences annexes
À la suite du crash, les titres boursiers des compagnies aériennes chutent et le 18 juillet 2014, les actions de Malaysia Airlines baissent de plus de 11 % à la fermeture de la bourse de Kuala Lumpur. En neuf mois, sa valeur de marché s'est donc dépréciée de 40 %, ce qui remet en question sa survie.
Pendant quelques jours, le code de vol MH17 a continué à être utilisé sur la même liaison aérienne. Malaysia Airlines décide finalement de la rebaptiser MH19 à compter du 25 juillet,.
En 2016, un pirate adolescent nommé Cyber Anakin, s'est introduit dans les bases de données de plusieurs sites web russes, comme le service de messagerie KM.RU, en réponse au crash. Des années plus tard, le site d'information indépendant Meduza a utilisé le contenu de la violation de données pour identifier un suspect qui a harcelé des joueuses d'échecs de divers pays comme la Russie, le Kazakhstan et l'Inde avec la livraison de courriers contenant des préservatifs usagés.

## Médias
L'accident a fait l'objet d'un épisode dans la série télévisée Air Crash intitulé « Zone de guerre en Ukraine » (saison 18 - épisode 4)[réf. souhaitée].